# Glyceria tonglensis
Glyceria tonglensis är en gräsart som beskrevs av Charles Baron Clarke. Glyceria tonglensis ingår i släktet glycerior, och familjen gräs. Inga underarter finns listade i Catalogue of Life.